# Sechs Charakterstücke für das Pianoforte opus 34
Sechs Charakterstücke für das Pianoforte opus 34 is een verzameling werkjes van Christian Sinding. Het maakt onderdeel uit van een serie korte stukjes voor de piano, die slechts op een handvol na alle in de vergetelheid zijn geraakt. Van deze opus 34 behoren alle werkjes tot de obscuriteit.
De zes werkjes zijn:
1. Prélude con anima
2. Ondes sonores (allegretto)
3. Caprice (allegro)
4. Crépuscule (andante)
5. Chanson (andantino)
6. Rhapsodie guerrière (passionate ma non troppo allegro)